# H. M. Bateman

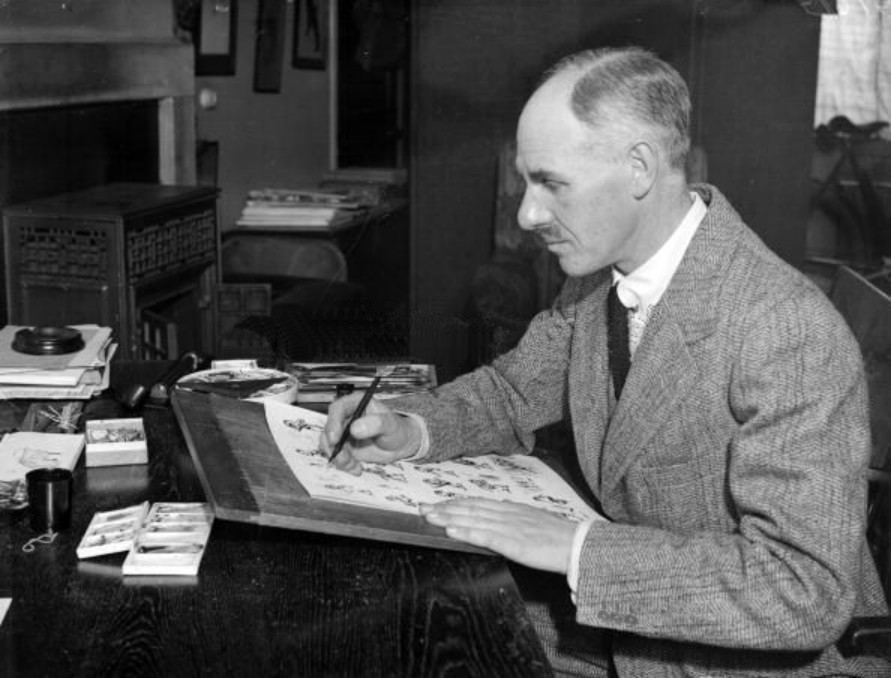
Bateman bei der Arbeit (1931)

Henry Mayo Bateman mit dem Künstlernamen H.M. Bateman (* 15. Februar 1887 in Sutton Forest, New South Wales im heutigen Australien; † 11. Februar 1970 auf Gozo, Malta) war ein britischer Zeichner, Karikaturist und Cartoonist.

## Leben
Batemans Eltern konnten am „unzivilisierten“ Fünften Kontinent keinen Gefallen finden und kehrten kurz nach seiner Geburt nach London zurück. 1901 regte den jugendlichen Zeichner eine Ausstellung über Kunst in schwarz-weiß im Londoner Victoria and Albert Museum an, seinen Neigungen zu folgen. Nach langem Widerstand seines Vaters gegen ein Kunststudium finanzierte dieser jedoch dem 16-Jährigen den Besuch der Westminster School of Art. Seine Leistungen waren gut, sodass er nach dem Abschluss dort ein Studium am Londoner Goldsmiths aufnehmen konnte. In den Jahren während des Studiums erhielt er bereits seine ersten bezahlten Aufträge. In späteren Jahren führte er einen verbissenen Kampf mit dem Finanzamt wegen seiner Einkommensteuerzahlungen.
Bateman war verheiratet, beide Töchter der Eheleute wurden Künstler. Die letzten Lebensjahre verbrachte er auf der maltesischen Insel Gozo. Zu seinen Themen als Karikaturist gehörten unter anderem Verhaltensweisen und Reaktionen der britischen Oberklasse.

## Ehrungen
- Seit 1997 befindet sich an seinem früheren Wohnhaus im Londoner Stadtteil Clapham in der Nightingale Lane 40 eine Gedenkplakette, eine Blue Plaque.

## Ausstellungen
- 2013: British Humour-Zeichnungen aus dem Cartoon Museum London. Wilhelm-Busch-Museum, Hannover.

## Veröffentlichungen
- Burlesques. Duckworth & Co., London, Covent Garden, London 1916.
- A Book of Drawings. Methuen & Co., London 1921.
- Adventures at Golf. Methuen & Co., London 1923.
- The Complete Limerick Book: The Origin, History, and Achievements of the Limerick, with About 350 Selected Examples. Edited by Langford Reef. Jarrold Ltd., London 1924.